# Hannie Buenen
Hannie Buenen, geboren Kemps (Schijndel, 31 maart 1953), is een Nederlands musicus en teksdichter. Ze speelde als  basgitarist in de BB Band en scheef teksten voor  Kinderen voor Kinderen en bekende Nederlandse artiesten. Ook schreef ze een kindermusical voor het Van Gogh Museum en enkele liedjes op basis van de Canon van Nederland samen met componist Majel Lustenhouwer.

## Biografie
Buenen speelde tussen ongeveer 1974 en 1976 in de cabaretgroep Het Slimme Gras. Met deze groep trad ze in 1975 op tijdens het Camerettenfestival. In 1977 verscheen over deze cabaretgroep een boek van Henk Wittenberg. Hierin speelde ook haar man Kees Buenen en samen richtten ze met enkele anderen in 1976 de Bill Bradley Band op, later afgekort tot BB Band. Na ongeveer vijf jaar en een hit met het nummer Stille Wille (1981) gingen de bandleden hun eigen weg.
Terwijl ze in de BB Band speelde, werkte ze al fulltime op een basisschool. Sinds ze in 1982 moeder werd van een drieling, stopte ze met optreden. Muzikaal houdt ze zich sindsdien bezig als tekstdichter. Een lied begint in de regel met een aangeleverde compositie waarop ze de tekst schrijft.
Haar werk werd door bekende Nederlandse artiesten op de plaat gezet, zoals Danny de Munk, Paul de Leeuw, Albert West, Conny Vandenbos en Saskia en Serge. Ook schreef ze vier nummers voor albums van Kinderen voor Kinderen. Een van die nummers, Een doodgewone jongen (met ADHD),  verscheen met Engelse ondertitels op YouTube en werd miljoenen malen bekeken. Ook schreef ze teksten voor de band bots waarin haar man toetsenist is.
Door het Van Gogh Museum werd ze gevraagd de tekst voor Waar is Vincent te schrijven, een musical voor kinderen in groep 8, en een aantal liedjes voor onderwerpen uit de Canon van Nederland, zoals over Hebban olla vogala.